# Taurino (usurpador romano)
Taurino (em latim: Taurinus) foi um usurpador romano do século III. Ele foi um dos dois pretendentes ao trono durante o reinado do imperador Alexandre Severo. Com o fracasso de sua revolta, Taurino acabou se matando ao pular no Eufrates.
Pouco se sabe sobre sua vida, pois ele aparece em apenas duas fontes, ambas do período final da Antiguidade: a Epítome dos Césares e o "Latérculo" de Polêmio Sílvio, que data sua revolta, erroneamente, no reino de Heliogábalo.